# Кавальєр (Північна Дакота)
Кавальєр (англ. Cavalier) — місто (англ. city) в США, в окрузі Пембіна штату Північна Дакота. Населення — 1246 осіб (2020).

## Географія
Кавальєр розташований за координатами 48°47′41″ пн. ш. 97°37′24″ зх. д. / 48.79472° пн. ш. 97.62333° зх. д. (48.794736, -97.623235).  За даними Бюро перепису населення США в 2010 році місто мало площу 2,12 км², уся площа — суходіл.

### Клімат
| Клімат : Кавальєр     | Клімат : Кавальєр | Клімат : Кавальєр | Клімат : Кавальєр | Клімат : Кавальєр | Клімат : Кавальєр | Клімат : Кавальєр | Клімат : Кавальєр | Клімат : Кавальєр | Клімат : Кавальєр | Клімат : Кавальєр | Клімат : Кавальєр | Клімат : Кавальєр | Клімат : Кавальєр |
| Показник              | Січ.              | Лют.              | Бер.              | Квіт.             | Трав.             | Черв.             | Лип.              | Серп.             | Вер.              | Жовт.             | Лист.             | Груд.             | Рік               |
| Середній максимум, °C | −10               | −7,1              | −0,5              | 10,8              | 18,7              | 23,1              | 25,7              | 25,5              | 19,8              | 11,4              | 1,1               | −7,5              | 9,3               |
| Середній мінімум, °C  | −20,5             | −17,9             | −10,1             | −1,5              | 4,8               | 10,8              | 13,2              | 11,7              | 6,3               | −0,3              | −8,6              | −17               | −2,4              |
| Норма опадів, мм      | 9                 | 9                 | 18                | 27                | 67                | 93                | 77                | 62                | 47                | 43                | 20                | 12                | 484               |
| --------------------- | ----------------- | ----------------- | ----------------- | ----------------- | ----------------- | ----------------- | ----------------- | ----------------- | ----------------- | ----------------- | ----------------- | ----------------- | ----------------- |
| Джерело: NOAA         |                   |                   |                   |                   |                   |                   |                   |                   |                   |                   |                   |                   |                   |

## Демографія
Згідно з переписом 2010 року, у місті мешкали 1302 особи в 641 домогосподарстві у складі 333 родин. Густота населення становила 614 осіб/км².  Було 723 помешкання (341/км²).
Расовий склад населення:
| - 95,4 % — білих - 2,2 % — корінних американців - 0,2 % — вихідців з тихоокеанських островів - 0,2 % — азіатів |

До двох чи більше рас належало 1,9 %. Частка іспаномовних становила 2,7 % від усіх жителів.
За віковим діапазоном населення розподілялося таким чином: 18,5 % — особи молодші 18 років, 53,9 % — особи у віці 18—64 років, 27,6 % — особи у віці 65 років та старші. Медіана віку мешканця становила 47,3 року. На 100 осіб жіночої статі у місті припадало 90,4 чоловіків;  на 100 жінок у віці від 18 років та старших — 87,5 чоловіків також старших 18 років.
Середній дохід на одне домашнє господарство  становив 58 731 долар США (медіана — 37 750), а середній дохід на одну сім'ю — 78 528 доларів (медіана — 56 250). За межею бідності перебувало 4,3 % осіб, у тому числі 7,4 % дітей у віці до 18 років та 1,0 % осіб у віці 65 років та старших.
Цивільне працевлаштоване населення становило 578 осіб. Основні галузі зайнятості: освіта, охорона здоров'я та соціальна допомога — 28,9 %, сільське господарство, лісництво, риболовля — 12,3 %, роздрібна торгівля — 9,2 %, публічна адміністрація — 8,8 %.